# A więc tak to się kończy
A więc tak to się kończy – książka napisana przez Tui T. Sutherland. Pierwszy tom z serii Awatarzy. W książce są opisane losy pięciu bohaterów: Gusa, Diany (Wenus), Kali, Tigre’a i Amona. Tui T. Sutherland tworzy przyszłość, w której bohaterowie mają moc dokończenia dzieła zniszczenia Ziemi, mogą ją też ocalić. 

## Opis fabuły
21 grudnia 2012 roku ma miejsce trzęsienie ziemi w Los Angeles - z życiem uchodzą z niego Diana i Gus. Odkrywają, że są sami, że miasto jest opuszczone. Diana słyszy głos nakazujący jej iść na wschód, więc prowadzi ich tam gdzie każe głos. W Nowym Jorku Kali budzi się w pustym wagonie metra. Ledwo uchodzi z życiem, wydostając się z tunelu, który zalewa woda. Słyszy głos nakazujący jej iść na zachód. Początkowo ignoruje go, ale w końcu idzie tam. W Chile Tigre odzyskuje przytomność w nieznanej dżungli i zaskakującym towarzystwie ogromnego ptaka - neokecala Quetzie. Ptak mówi ludzkim głosem, proponuje mu pomoc bo tak jej kazano. Zabiera go do Nowego Jorku. W Egipcie Amon widzi swoją ścieżkę, ale nie dostrzega obrazu całości. Jest przekonany o swojej potędze i wie więcej od innych o misji jaka ich czeka. Gdy docierają na miejsce spotkania (prócz Kali, odmawia ona pójścia na miejsce) poznają bogów. Dowiadują się, że mają boskie moce i każdy z nich będzie szkolony, aby móc wykorzystać swoje umiejętności. Wszyscy prócz Gusa, którego nie miało być w tym świecie i prócz Kali. Do Kali bowiem przyszedł bóg Sziwa i przekazał wspomnienia jej bogini, tak, że Kali zyskała jej wspomnienia.